# Direção-Geral da Saúde e Segurança Social (Suécia)
A Direção-Geral da Saúde e Segurança Social (em sueco:  Socialstyrelsen) é uma agência governamental sueca, subordinada ao Ministério da Saúde e Assuntos Sociais.
A sua sede está localizada na cidade de Estocolmo.